# Traité de Fort Laramie (1851)
Ne doit pas être confondu avec Traité de Fort Laramie (1868).

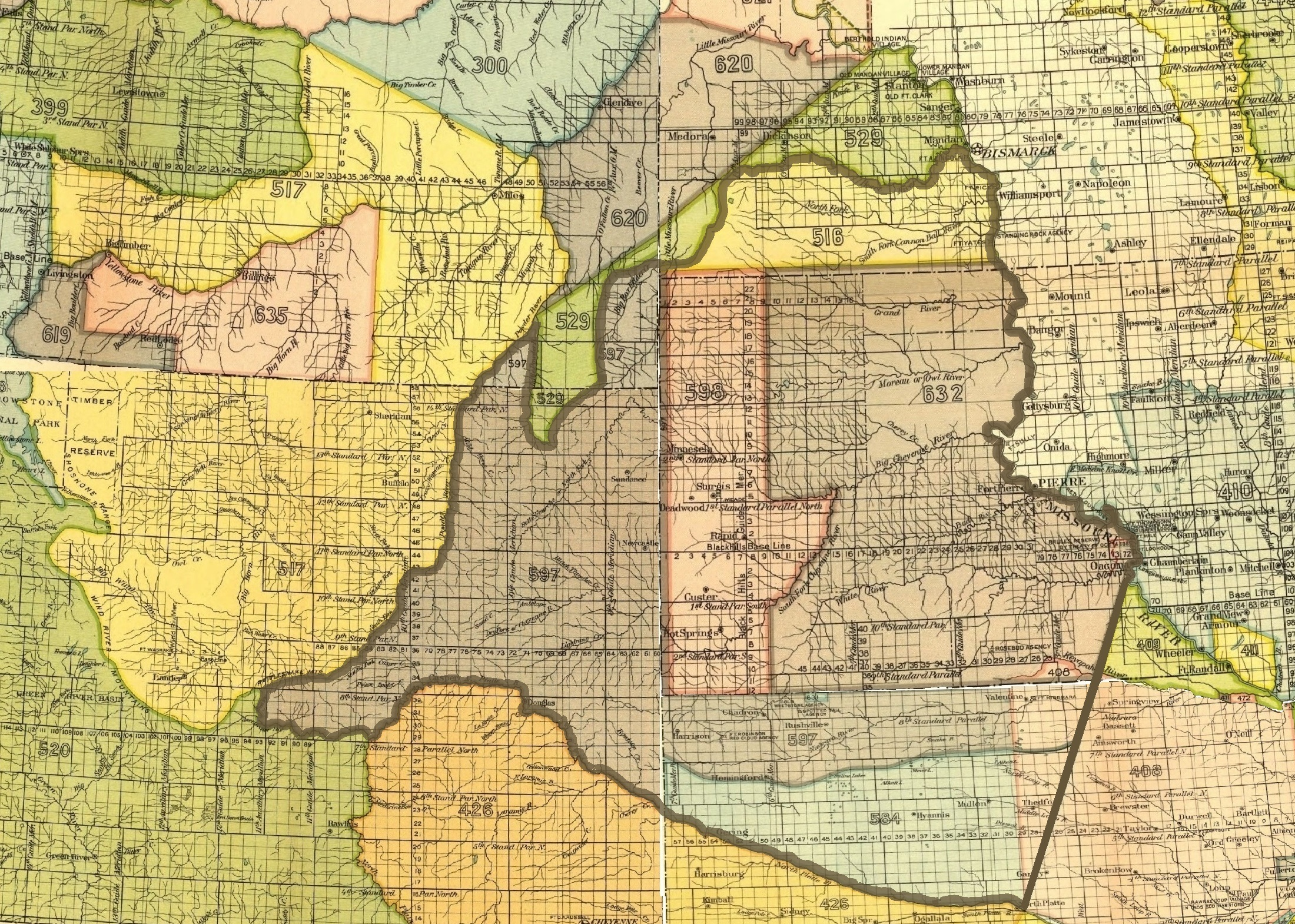
Carte du territoire Sioux tel que défini dans le traité de Fort Laramie ainsi que des parties d'autres territoires indiens adjacents. La carte couvre des parties du Montana actuel, du Dakota du Nord, du Dakota du Sud et du Wyoming.

Le traité de Fort Laramie de 1851, également connu sous le nom de traité de Horse Creek, fut signé le 17 septembre 1851 entre les États-Unis et les nations amérindiennes Sioux, Cheyenne, Arapaho, Crow, Shoshone, Assiniboine, Mandan, Hidatsa et Arikara. 
Il fut signé deux ans et demi après le début de la ruée vers l'or en Californie.
Par ce traité, le gouvernement américain laissait le contrôle des Grandes Plaines aux Amérindiens et payait annuellement une somme de cinquante mille dollars pendant cinquante ans en échange du droit de construire des routes et des forts sur le territoire amérindien ainsi que le libre passage des colons sur la piste de l'Oregon.
Ce traité ouvrit une période de paix relativement courte, car la ruée vers l'or de Pikes Peak, entamée en 1859, déclencha des convoitises sur de nouveaux territoires des Amérindiens et l'arrivée de près de 100 000 chercheurs d'or faisant pression sur les autorités pour obtenir des terres, les amenant à signer le traité de Fort Wise le 18 février 1861, aboutissant à diviser par treize les territoires amérindiens. Les Cheyennes désavouèrent les chefs qui avaient signé ce traité et restèrent sur leurs terres.
Après le massacre de Sand Creek de 1864, les guerres amérindiennes reprirent et le traité suivant fut symboliquement signé de nouveau à Fort Laramie. Cette nouvelle version du traité de 1851, complètement transformée, connut une nouvelle vague de remise en cause lors de la ruée vers l'or dans les Black Hills, qui déclencha la guerre des Black Hills, et sa célèbre bataille de Little Bighorn.